# PopMatters
PopMatters este o revistă electronică englezească de critică culturală care acoperă multe aspecte ale culturii pop precum muzica, cinematografia, televiziunea, literatura, jocurile video sau benzile desenate.